# Dugald Clerk

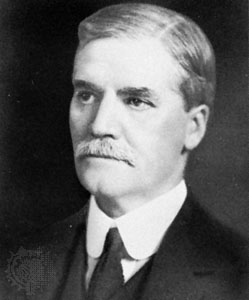
Dugald Clerk, um 1900

Sir Dugald Clerk (* 31. März 1854 in Glasgow; † 12. November 1932 in Ewhurst, Surrey, England) war ein schottisch-britischer Erfinder, der 1878 den ersten Zweitaktmotor entwickelte.
Er arbeitete ab seinem 14. Lebensjahr als Mechaniker und begann fünf Jahre später ein Studium der Chemie am Andersonian College in Glasgow bei Thomas Edward Thorpe und später am Yorkshire College in Leeds. Ein Lenoir-Gasmotor weckte sein  Interesse für Maschinenbau.
1878 entwickelte er den ersten Zweitaktmotor. Der Motor wurde zunächst am 11. Februar 1879 in Deutschland unter D.R.P. Nr. 8745 patentiert, 1881 auch in Großbritannien. Das geschah aus der Notwendigkeit heraus, das bestehende Patent auf den Viertaktmotor zu umgehen, das Nicolaus Otto 1876 erhalten hatte. Er brauchte für ein Arbeitsspiel zwar nur eine Kurbelwellenumdrehung, war aber von heutigen Zweitaktern noch weit entfernt. Sein Motor hatte noch einen zweiten Zylinder zur Aufladung, was 1891 von Joseph Day vereinfacht wurde.
Ab 1886 lebte er in Birmingham, wo er zu Gasmotoren forschte und mit G. C. Marks eine erfolgreiche Beratungs- und Patent-Agentur gründete. Einer ihrer Kunden war Frederick W. Lanchester, für den er 1890 den Anlasser patentierte.
Im Ersten Weltkrieg entwickelte er eine Maschine zur Produktion von Munition, für die er 1917 zum Knight Commander des Order of the British Empire geschlagen wurde. 1922 wurde er zum Fellow der Royal Society of Edinburgh gewählt.